# Yacine Hima
Yacine Hima (Lione, 25 marzo 1984) è un ex calciatore algerino, di ruolo centrocampista.